# Okręg Saint-Nazaire
Okręg Saint-Nazaire (fr. Arrondissement de Saint-Nazaire) – okręg w północno-zachodniej Francji. Populacja wynosi 301 tysięcy.

## Podział administracyjny
W skład okręgu wchodzą następujące kantony:
- Baule-Escoublac,
- Bourgneuf-en-Retz,
- Croisic,
- Guérande,
- Herbignac,
- Montoir-de-Bretagne,
- Paimbœuf,
- Pontchâteau,
- Pornic,
- Saint-Gildas-des-Bois,
- Saint-Nazaire-Centre,
- Saint-Nazaire-Est,
- Saint-Nazaire-Ouest,
- Saint-Père-en-Retz,
- Savenay.